# Wohlmuthausen (Rhönblick)
Wohlmuthausen is een plaats in de Duitse gemeente Rhönblick, deelstaat Thüringen en telt 247 inwoners.